# Guillermo Solana
Guillermo Solana Díez (Madrid, 1960) es un filósofo español, doctor en Filosofía, profesor titular de Estética y Teoría de las Artes en la Universidad Autónoma de Madrid, político de Sumar y Director artístico del Museo Thyssen-Bornemisza  en Madrid.

## Trayectoria académica
Graduado en Filosofía en la Universidad Autónoma de Madrid en el año 1982, obteniendo el doctorado en Filosofía con Premio extraordinario  en la misma universidad en el año 1987  con la disertación sobre   “La teoría del arte de Vincent van Gogh”.
Profesor contratado de Estética en la Universidad Autónoma de Madrid entre 1983 y 1988, año en que gana por oposición una plaza de Profesor titular de Estética y Teoría de las Artes en dicha Universidad. Actualmente se encuentra en situación de "servicios especiales".

## Director del Museo Nacional Thyssen-Bornemisza

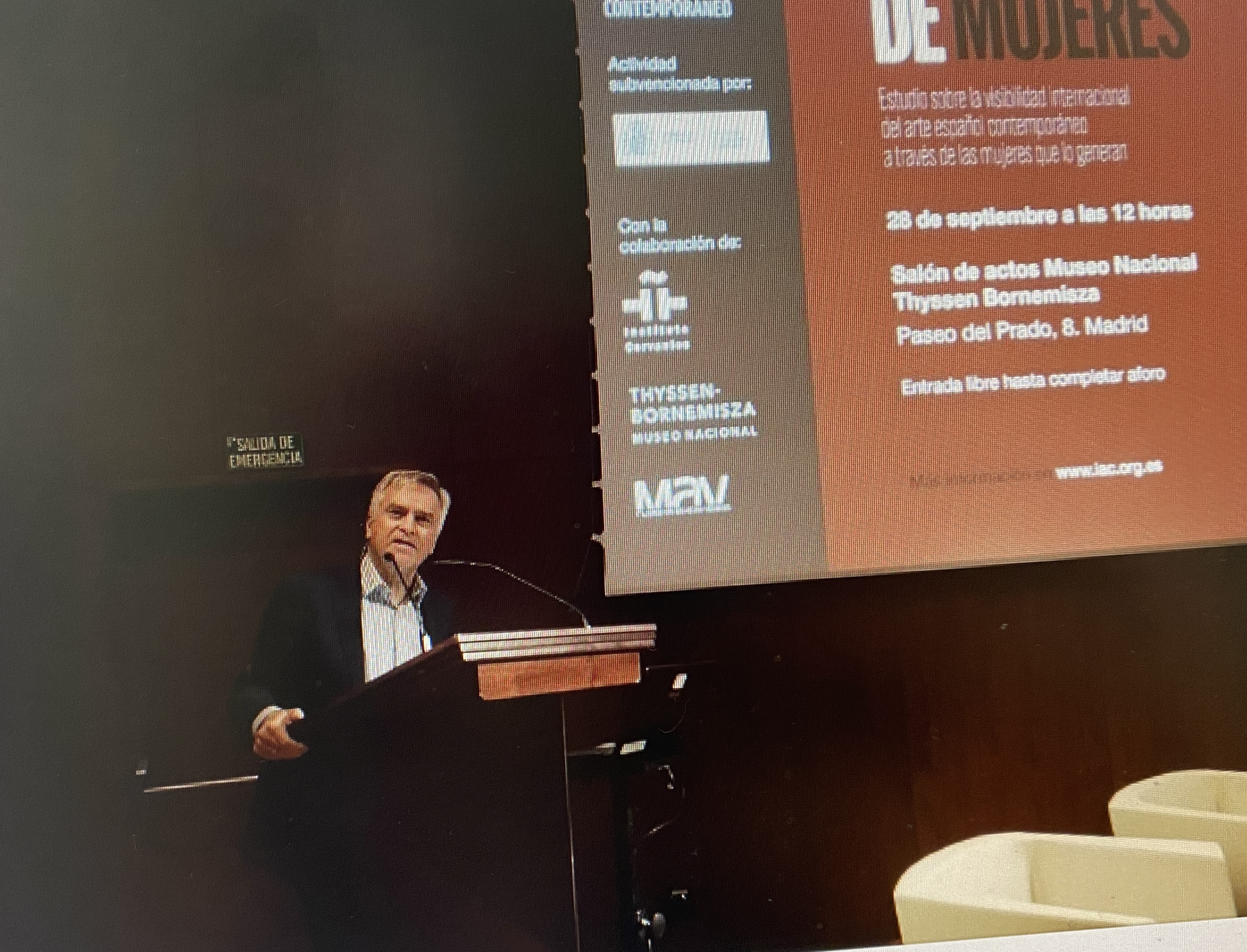
En el Museo Thyssen, en la presentación del IAC del estudio En manos de mujer, en 2023

En el año 2000, fue invitado por el  Museo Nacional Thyssen-Bornemisza a comisariar el proyecto expositivo Gauguin y los Orígenes del Symbolismo. Dicha exposición se inauguró en el año 2004, bajo la dirección del museo por su predecesor Tomás LLorens.
En mayo de 2005, el Patronato del Museo Thyssen-Bornemisza lo eligió por unanimidad Conservador Jefe, cargo que después pasó a denominarse "Director artístico". Es la tercera persona en España que más tiempo ha retenido un cargo de dirección de un Museo, junto con Jaume Coll y Ignacio Vidarte.
En las elecciones al Parlamento Europeo (2024) Solana apareció en último puesto de las listas de la agrupación de partidos de izquierda Sumar.

## Comisariados en el Museo Nacional Thyssen-Bornemisza
En el año 2004, comisarió la exposición Gauguin y los  Orígenes del Simbolismo. 
Fra Angelico: La Virgen de la Humildad, 2006
Richard Estes 2007.
Van Gogh: Los últimos paisajes 2007.
Maestros modernos del dibujo Colección Abelló, 2007 – 2008.
Avigdor Arikha, 2008.
Lágrimas de Eros, 2010.
Heroinas, 2011.
Antonio López, junto con María López (hija del pintor) 2011.
Pissarro,  2013.
Cézanne site/non-site, 2014.
Realistas de Madrid, 2016.
Renoir - Intimidad, 2016.
La máquina Magritte, 2021- 2022
Alex Katz, 2022

## Publicaciones

### Libros
Delacroix: El puente de la visión. Antología de los Diarios. Tecnos, Madrid, 1987. Diderot: Escritos de arte. Siruela, Madrid, 1994.
Baudelaire: Salones y otros escritos sobre arte. Visor, Madrid, 1997.
Paul Gauguin. Historia 16, Madrid, 1997, reprinted 2004.
El impresionismo: la visión original. Antología de la crítica de arte 1867-1895. Siruela, Madrid, 1997.
Julio González en la colección del IVAM. [Catalogue raisonné]. Aldeasa, 2001.

### Otras publicaciones
En el directorio de Dialnet existe una extensa relación de las publicaciones de Guillermo Solana tales comoː 
- Artículos de revistas (40)
- Colaboraciones en obras colectivas (19)
- Reseñas (1)
- Libros (32)
- Tesis (1)
- Tesis dirigidas (3)